# 間接製鉄法
間接製鉄法（かんせつせいてつほう）とは、鉄鉱石を還元する際に一度銑鉄を作った上で鉄鋼を得る製鉄法。

## 工程
間接製鉄法では溶融した鉄に炭素を溶け込ませてて還元し（溶融・還元・浸炭）、この高濃度の炭素を含む溶銑を脱炭して鉄鋼を得る。直接製鉄法と間接製鉄法の区分は精錬段階での酸素含有量で分けられ、間接製鉄法では炭素飽和の溶銑を製造した上で酸化精錬を行い再度脱酸工程を経るが、直接製鉄法では酸素含有量を減少させるプロセスが直線的に行われる。
理論的には間接製鉄法よりも直接製鉄法のほうが消費エネルギーは少なくなる。しかし直接製鉄法では固体のまま鉄への還元を行うため、鉄鉱石中にあった脈石等の非金属介在物は取り除かれておらず、加工の工程で叩いて取り出す必要がある。間接製鉄法では液体鉄とすることで脈石等の不純物が浮き出して排出されるため加工の工程で叩いて取り出す必要はない。そのため製鉄の生産効率から見ると圧倒的に間接製鉄法が有利とされている。
全プロセスを見ると高炉法など間接製鉄法のほうが合理化が格段に進んでいるが、直接製鉄法のエネルギーメリットを活かした新たな製鉄法も開発されてきており、微粉鉱石と一般炭を利用するFINEX法などが実用化されている。